# Хакусан (городской парк)
 Парк Хакусан (Hakusan Park  (яп. 白山公園 Хакусан-коен)) — первый японский городской парк, открывшийся в городе Ниигата.

## Парк
В 1873 году в городе Ниигата был открыт парк, в котором местные жители могли отдохнуть от городской суеты. После землетрясения в 1964 году парк изменил свои очертания, уменьшился в площади. Со временем, из-за недостаточного финансирования, павильоны обветшали и к 1990 году имели плачевный вид. Затем наступил период реконструкции городского парка, при котором началось строительство новых объектов.
В настоящее время на территории парка расположены:
- дом-музей «Энкикан»
- театрально-концертный комплекс «Рютопия»;
- мемориальный зал управления префектуры;
- синтоистский храм «Хакусан»;
- памятник Кусумото Масатаке;
- монумент верному псу;
- фонтаны;
- пруд с карпами;
- спортивные площадки.

В 1989 году парк Хакусан вошёл в сотню лучших парков Японии.

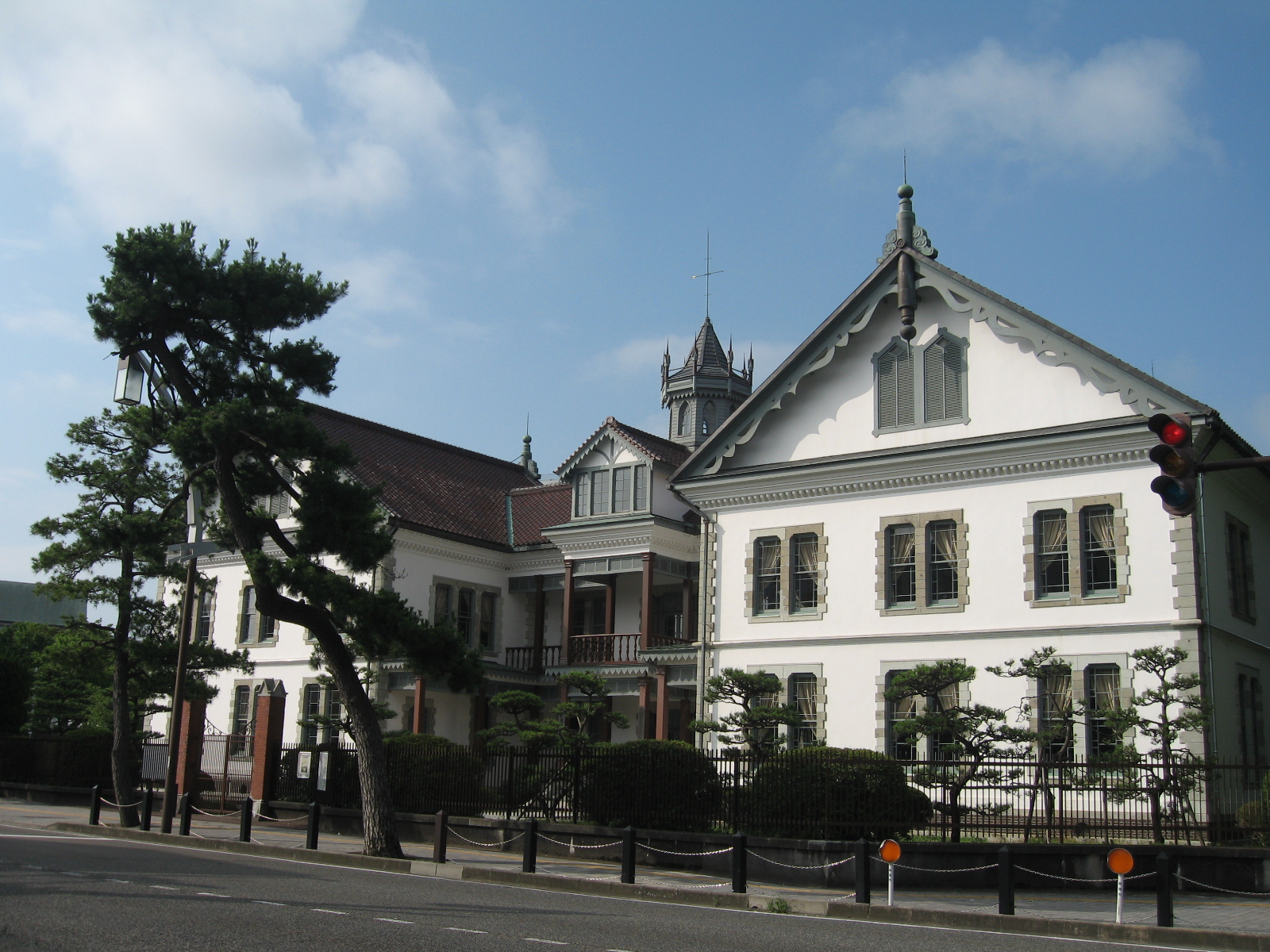
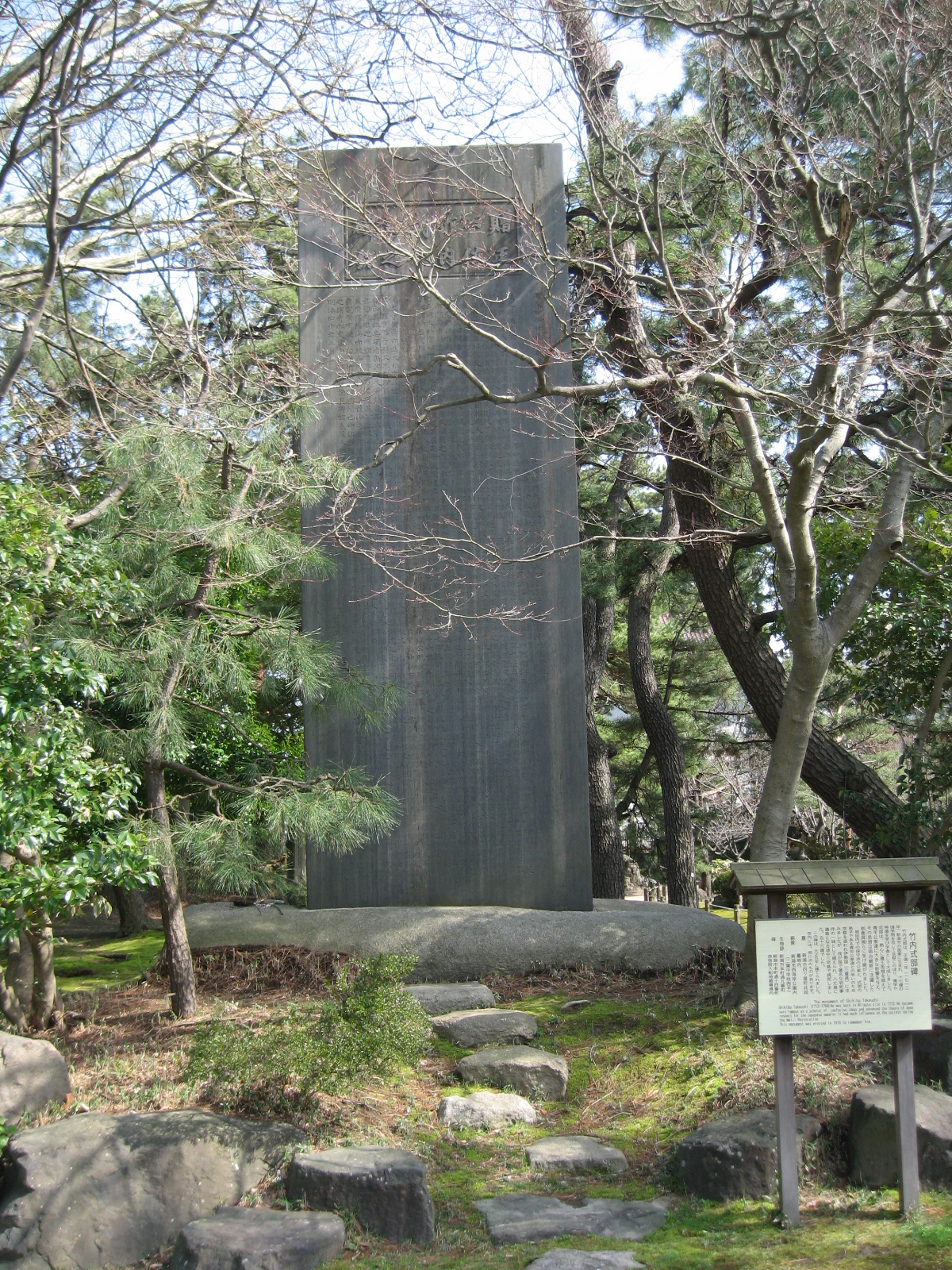
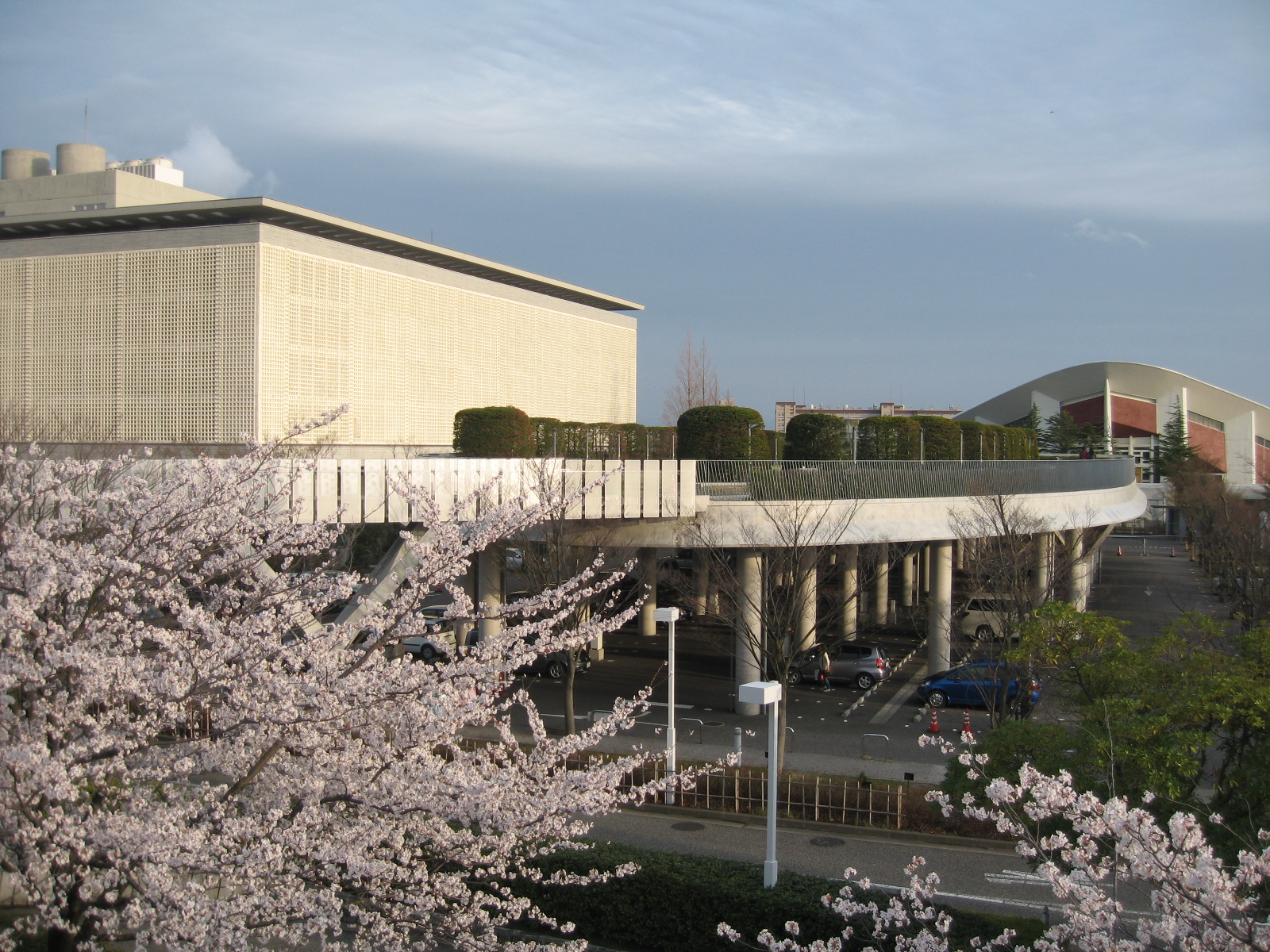
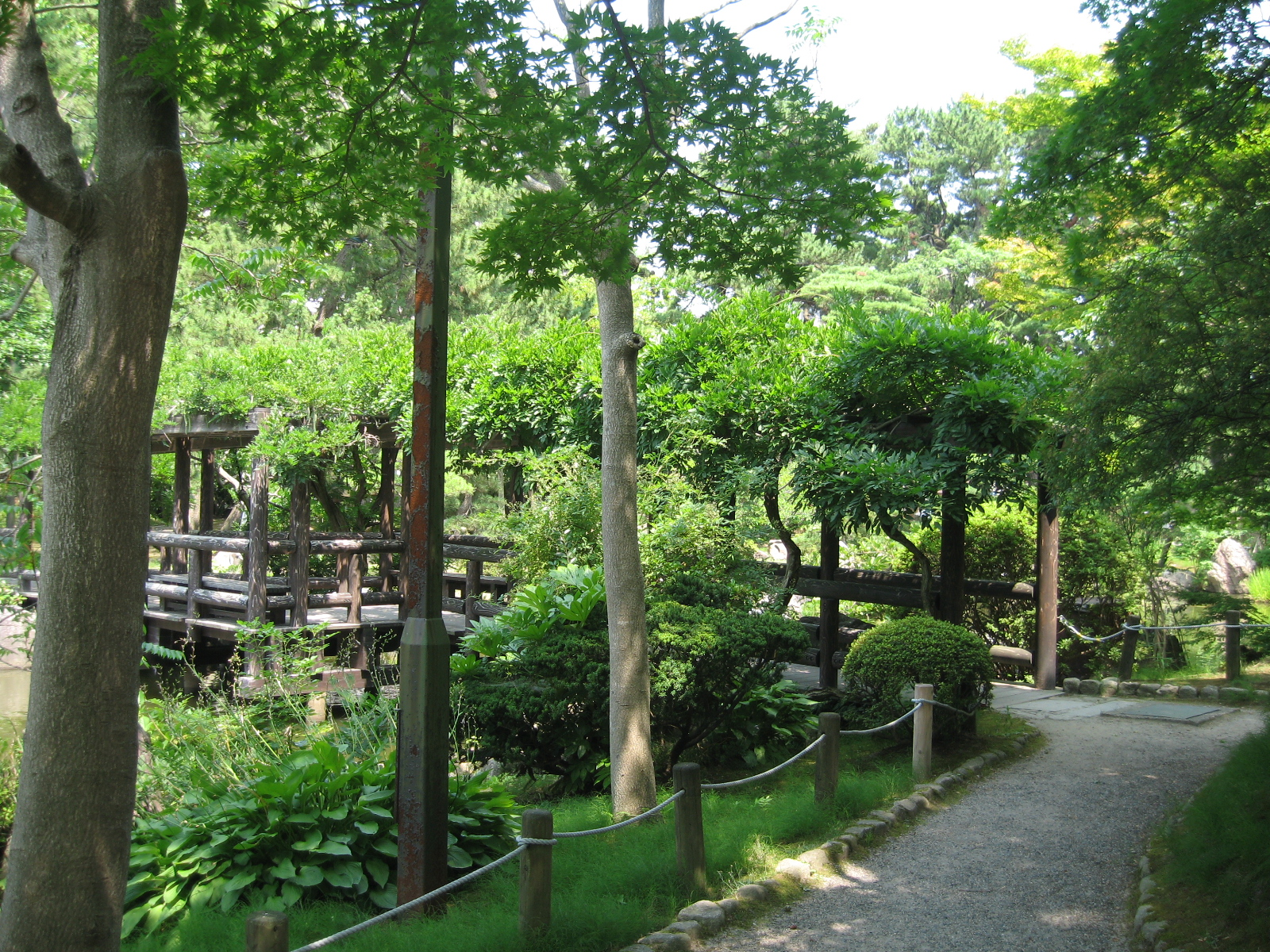
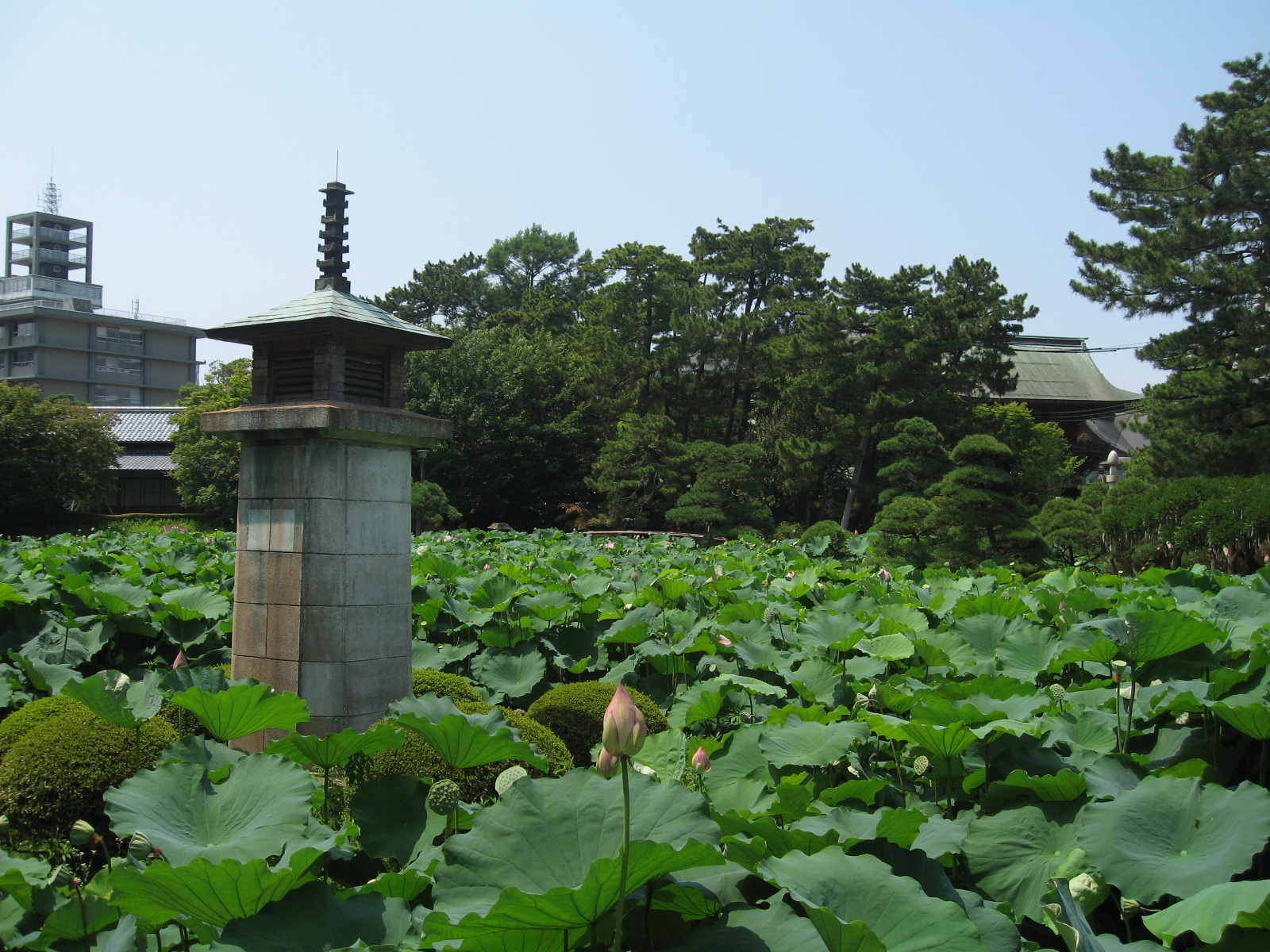
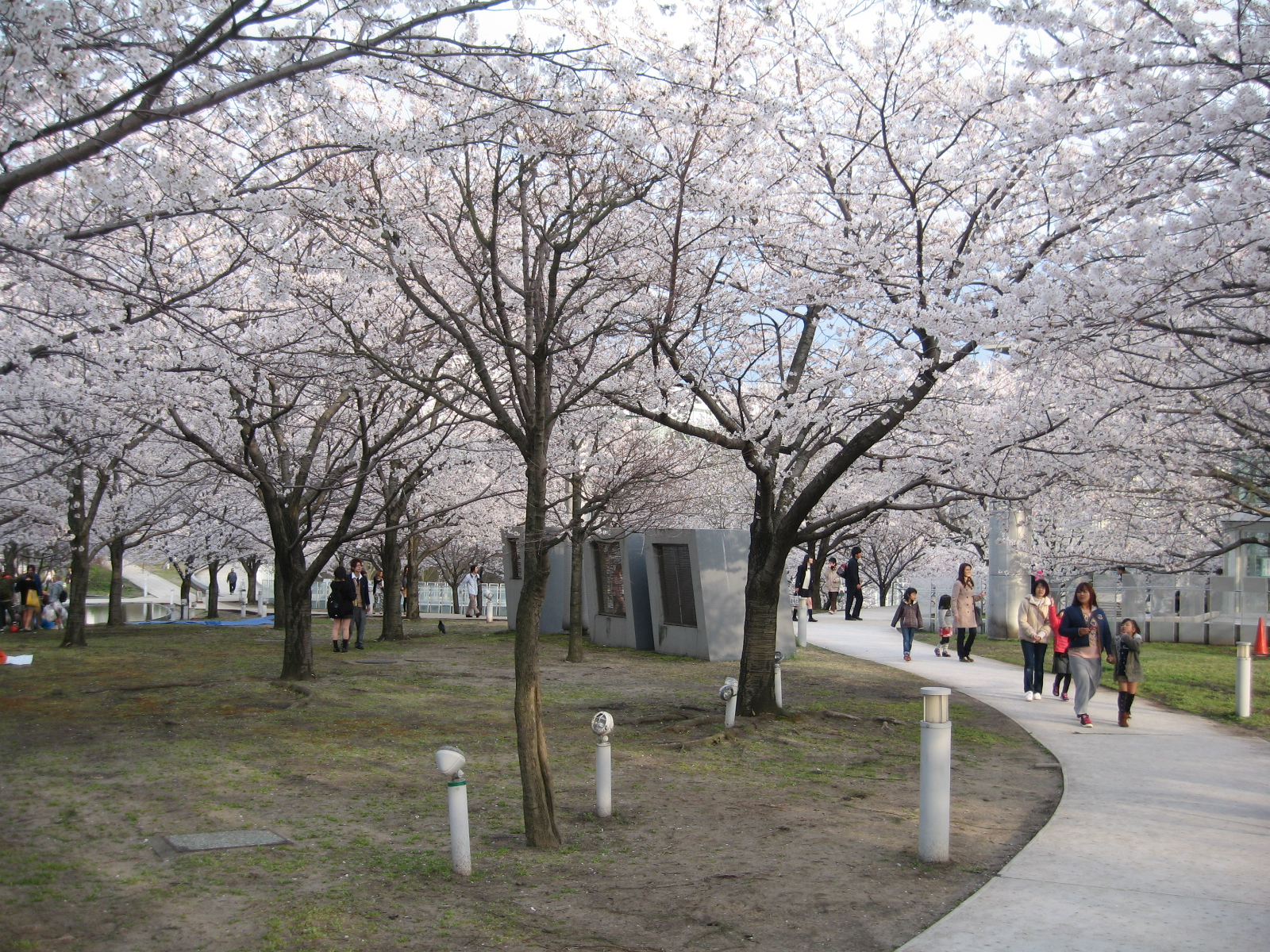